# Антоцијан
Антоцијани су пигменти црвено-плаве боје. Спадају у групу пигмената растворљивих у води. Боја им се мења од црвене ка плавој са повећањем концентрације  јона, а од плаве ка црвеној повећањем  јона. Боја антоцијана зависи од рН вредности.
Антоцијани се налазе у покожици грожђа тако да при екстракцији антоцијана при производњи вина може се одређивати боја вина, тј. од црног грожђа уклањањем покожице може добити бело вино или розе.
Антоцијан се такође налази и у јагодама.